# Marcolin (azienda)
Marcolin è un'azienda italiana che disegna, produce e distribuisce occhiali. La sede legale è a Longarone, in provincia di Belluno.

## Fondazione e inizi
Viene fondata in Cadore da Giovanni Coffen Marcolin, nel 1961. Nel 1967 viene inaugurato uno stabilimento a Vallesella di Cadore che rimane la sede della società fino al 1988, anno in cui l'azienda trasferisce la sede a Longarone. La società presenta la sua prima linea di prodotti. Nel 1968 Marcolin approda nel mercato statunitense aprendo una rete di otto distributori, per commercializzare i suoi prodotti.
Nel 1976 viene costituita la prima filiale estera di Marcolin in Francia, seguita, poco dopo da una sede in Svizzera e una in Germania. Nel 1985 lo stabilimento produttivo si sposta a Longarone, mentre l’anno successivo viene costituita la filiale estera del gruppo in Spagna, seguita da quelle in Portogallo e Gran Bretagna nel 1988.
Nel 1989 viene acquisita Finacom S.p.A. produttore licenziatario.

## Lo sviluppo
Nel 1994 il Gruppo completa l’acquisizione di Orama (poi denominata Marcolin & Co). Nel 1999 la società è quotata alla Borsa di Milano. Nel 2001 Marcolin acquisisce Creative Optics Inc. e raddoppia la sua presenza nel mercato statunitense; nello stesso anno inaugura la nuova filiale Marcolin Do Brasil. Nel 2003 sigla l’accordo di licenza con Timberland e Kenneth Cole per il mercato US.
Nel novembre 2004 entrano nella società i fratelli Diego e Andrea Della Valle.
Nel 2005 l’azienda sigla l’accordo di licenza con Tom Ford International. Nel 2006 Luigi Abete entra a far parte del capitale sociale di Marcolin. Nel 2007 il Gruppo annuncia l’accordo di licenza per Cover Girl Eyewear. Nel 2008 firma nuovi accordi di licenza con Dsquared2 e Tod’s. Acquisisce poi il marchio Web che insieme a Marcolin costituiscono le house brand del marchio. Nel 2009 firma l’accordo di licenza con Swarovski, a cui segue nel 2010 l’accordo con Diesel. Nel 2011 il Gruppo festeggia il proprio 50º anniversario.
Nel 2012 viene nominato amministratore delegato Giovanni Zoppas, già impegnato in gruppi di abbigliamento e moda quali Benetton, Nordica e Coin. Nell'ottobre dello stesso anno il fondo di private equity Pai Partners, guidato da Raffaele Vitale, rileva il controllo della società, pari al 78,32%, dalla famiglia Marcolin, dai fratelli Della Valle e da Antonio Abete al prezzo di 4,25 euro per azione. In seguito un'Opa (offerta pubblica di acquisto) acquisisce il flottante e l'azienda esce dalla Borsa. Un'operazione che valuta la Marcolin 264 milioni di euro. L'acquisizione viene effettuata tramite la società Cristallo, che fa capo al fondo Pai e a cui partecipano indirettamente con una quota del 15% alcuni dei venditori, ovvero la famiglia Marcolin, i due fratelli Della Valle e Antonio Abete. Tra i soci venditori anche il numero uno della Diesel, Renzo Rosso, e Isabella Seragnoli, entrambi col 2% a testa.
Nel 2013, anno della scomparsa del fondatore Giovanni Coffen Marcolin, l'azienda rileva Viva International, secondo produttore statunitense nel settore dell'ottica, acquisendo così marchi come Guess, Marciano, Gant e Harley-Davidson.
Nel 2014 Marcolin sigla l’accordo di licenza nel settore dell'ottica con Ermenegildo Zegna ed Emilio Pucci. Viene firmata una joint venture con Sover-M per il mercato russo (Marcolin-Rus.) e una jv per il mercato cinese.
Nel 2015 l'azienda apre una filiale in Svezia mentre in Italia viene inaugurato il nuovo stabilimento di Fortogna (frazione di Longarone) che, con i suoi 3500 m², permette all'azienda di raddoppiare la propria produzione italiana.
Marcolin e Moncler siglano l'accordo di licenza in esclusiva mondiale per la categoria ottica fino al 2020. L’accordo viene successivamente rinnovato fino al 31 dicembre 2025.
Nel 2016 l'azienda rinnova con Tom Ford fino al 2029. Sigla inoltre con Omega l'accordo di collaborazione per la realizzazione di occhiali da sole per il marchio di orologi.
Nel maggio 2017 la società sigla con Rivoli Group una joint venture, denominata Marcolin Middle East, con il 51% Marcolin e sede a Dubai, per distribuire in Medio Oriente le sue collezioni eyewear.
Nell'ottobre 2017 LVMH, la società francese di Bernard Arnault, entra nel capitale con il 10% attraverso una ricapitalizzazione di 21,9 milioni di euro e crea con il gruppo italiano una joint venture nell'occhialeria dedicata ai suoi marchi a partire da Céline. Nasce così Thélios, società controllata al 51% da LVMH e con Marcolin al 49%. Zoppas diventa Amministratore Delegato della nuova società e resta in Marcolin come vicepresidente esecutivo, carica che lascia nel 2019 rimanendo nel cda con il ruolo di consigliere. Massimo Renon diventa il nuovo amministratore delegato. Nello stesso mese, viene annunciata la prima collezione eyewear Atelier Swarovski. All'inizio del 2018 l'azienda sigla una joint venture in Messico con Moendi, uno dei maggiori distributori del paese: a Marcolin il 51%.
Nel 2018 Marcolin sigla un accordo di joint venture in Messico e firma gli accordi di licenza nel settore dell'ottica con Bally e L Brands per le collezioni di occhiali Victoria’s Secret e Victoria’s Secret PINK. A novembre, durante il fashion show di Victoria's Secret viene indossata la prima collezione di occhiali disegnata e prodotta da Marcolin.
A inizio 2019 Marcolin annuncia l’accordo per la distribuzione su scala internazionale di occhiali da sole e da vista per Barton Perreira. L’accordo di licenza per il settore dell'ottica per Sportmax viene annunciato a febbraio.
Nel secondo semestre 2019 vengono siglati nuovi accordi di licenza per il marchio MAX&Co. del gruppo Max Mara, BMW, Adidas e GCDS, nonché l'accordo per la produzione di una linea di lusso Omega e Longines.
Il Gruppo apre una filiale a Singapore.
A giugno 2020 il consiglio di amministrazione di Marcolin annuncia la nomina di Fabrizio Curci a nuovo Amministratore Delegato e General Manager, subentrando a Massimo Renon.
A settembre 2020 Marcolin e Max Mara annunciano un accordo di licenza per il design, la produzione e la distribuzione a livello globale di occhiali da sole e da vista Max Mara.
A ottobre, il Gruppo annuncia l'apertura della nuova filiale a Sydney, Australia.
Il 2021 è l'anno del sessantesimo anniversario di Marcolin. A giugno, Marcolin e GUESS annunciano di aver rinnovato anticipatamente l’accordo esclusivo di licenza per il design, la produzione e la distribuzione globale di occhiali da sole e montature da vista per i marchi GUESS e Marciano. Marcolin inaugura il suo nuovo quartier generale di Milano e apre una sede diretta in Cina a Shanghai.
A settembre 2021, Marcolin annuncia una partnership triennale con Treedom e Timberland Eyewear.
A novembre dello stesso anno, Marcolin e Skechers rinnovano l’accordo di licenza per il settore dell'ottica fino al 2024. A dicembre, Marcolin e LVMH annunciano di aver raggiunto un accordo per l'acquisizione da parte di LVMH della quota del 49% detenuta da Marcolin in Thélios. Marcolin rileva la quota del 10% che LVMH possedeva in Marcolin.

## Principali azionisti
Marcolin è partecipata per il 74,7% dal fondo di private equity Pai Partners, per il 10% da LVMH e per il restante 15,3% da altri investitori.

## Dati economici
Nel 2019 Marcolin ha venduto nel mondo circa 14 milioni di occhiali, realizzando un fatturato di 486,7 milioni di euro e un EBITDA adj pari al 10,4%.

## Marchi

### Marchi in licenza
- adidas
- Bally
- BMW
- Candie's
- Emilio Pucci
- Zegna
- Gant
- GCDS
- Guess
- Kenneth Cole New York
- Kenneth Cole Reaction
- Harley-Davidson
- Longines
- Marciano
- MAX&Co.
- Moncler (passaggio a EssilorLuxottica a partire dal 1/1/2024)
- Omega
- Skechers
- Sportmax
- Timberland
- Tod's
- Tom Ford

### Marchi di proprietà
- Marcolin
- Viva
- WEB Eyewear